# Sanna kvinnor
Sanna kvinnor: Ett skådespel i tre akter är ett drama av Anne Charlotte Leffler, utgivet 1883 under namnet Anne Charlotte Edgren. Pjäsen hade urpremiär den 15 oktober samma år på Kungliga Dramatiska Teatern. Handlingen i Sanna kvinnor kretsar kring en lag från 1874, som gav en gift kvinna rätt att förvalta både egen lön och egendom. Pjäsen blev ett av 1880-talets mest omdiskuterade och uppförda dramer.

## Handling
Handlingen utspelar sig i tre akter.

### Akt I
Den första akten inleds med en dialog mellan Fru Bark och dottern Berta där läsaren delges att Fru Bark väntar på sin make, Pontus Bark, som är ute och spelar om pengar. Vidare framkommer att Berta försörjer familjen och att hon föraktar sin fader eftersom hon anser honom behandla modern illa. Berta föreslår ett gåvobrev från modern till henne för att skydda moderns egendomar från fadern.
Herr Bark kommer hem och berättar att han har skulder på flera tusen och att dessa ska vara betalda senast dagen efter. För att kunna betala tillbaka ber han hustrun om ett lån.
Dottern Lissi kommer hem och berättar att hon sett maken Wilhelm med en annan kvinna. Akten avslutas med att hon faller i gråt, omfamnad av modern. 

### Akt II
Den andra akten inleds i samma rum som den första. Berta, modern och kamrer Lundberg är samlade för att skriva över moderns förmögenhet på Berta. Efterhand uppdagas detta för fadern, som emellertid lyckas övertala modern att riva sönder gåvobrevet (utan att Berta får reda på det).
Wilhelm kommer hem och Berta konfronterar honom om otrohetsaffären från akt I, varpå bråk utbryter. Berta hämtar Lissi, för vilken Wilhelm erkänner att han varit otrogen. Akten avslutas med att Lissi störtar ut gråtande, medan Wilhelm går åt sidan och Berta blir kvar gråtande med händerna för ansiktet.

### Akt III
Den tredje akten inleds med en dialog mellan Fru Bark och Lissi, där Lissi uppmanas att förlåta Wilhelm. Wilhelm kommer in i rummet och meddelar att han vill skiljas från Lissi. Efter diskussioner och gråt försonas emellertid paret och skilsmässan avbryts.
Berta kommer hem och efterfrågar gåvobrevet från akt II. Modern förklarar att hon rivit sönder det, under tiden kommer fadern i sällskap med kamrer Lundberg hem med en flaska champagne för att fira sin avbetalning på skulderna. Berta blir rasande på fadern för att han övertalat modern och klandrar även kamrer Lundberg för att ha gått bakom ryggen på henne. Kamrer Lundberg svarar å andra sidan med att, något inlindat, fria till Berta, som dock avböjer. Pjäsen avslutas med att fadern höjer en skål för den sanna kvinnligheten och utbringar ett leve, dock utan att de övriga närvarande instämmer.

## Personer
- Herr Pontus Bark - fadern i familjen. En spelmissbrukare som spelat bort hustruns pengar.
- Fru Julie Bark - modern i familjen.
- Berta - den äldsta dottern. Försörjer familjen. Ogift.
- Lissi - den yngsta dottern. Gift med Wilhelm.
- Wilhelm - Lissis man.
- Faster Malla - arvgivare till Fru Bark.
- Borg - en man till vilken Pontus Bark har en skuld.
- Kamrer Lundberg - en bankir som hjälper Fru Bark med gåvobrevet till sin dotter. Är förälskad i Berta. Ogift.
- Lovisa - familjens hushållerska.

## Teman

### Kvinnan och äganderätten
| ”             | En hustru har ingen egendom, som inte tillika är hennes mans. | „ |
| – Pontus Bark |                                                               |   |

De båda männen i familjen Bark, Pontus och den ingifte Wilhelm, är av den åsikten att kvinnor inom äktenskapet inte har rätt till egna tillgångar, utan att dessa ska tillfalla respektive äkta man. Detta är en princip de håller hårt på: ingen hänsyn tas till det faktum att fadern själv, genom sitt spelmissbruk, håller på att leda familjen in i ett slags ekonomisk misär. Istället klandrar man Berta, den äldsta dottern, som genom sitt läshuvud tillskanskat sig omoraliska uppfattningar för en kvinna (självständighet, rättvisepatos, jämlikhetssträvan). De båda männen anser Berta vara ett hot mot hela den familjekonstellation de känner till. Genom att Berta framstår som sympatisk och fadern och Wilhelm som osympatiska, kan Sanna kvinnor sägas ta ställning för den lag som instiftades 1874.

## Utgåvor
Pjäsen har endast getts ut en gång på svenska: 1883. Den översattes till danska 1884.

## Uppsättningar
Pjäsen har satts upp tre gånger på Kungliga Dramatiska Teatern. Urpremiären ägde rum den 15 oktober 1883. Därefter sattes pjäsen upp ytterligare två gånger: 1918 och 1988. År 1886 sattes pjäsen upp i Malmö av Albert Ranfts teatersällskap tillsammans med pjäsen Kusin Rocambole och hans arfvingar. År 2002 gavs pjäsen av Teater Periskop på Spegelteatern i regi av Gösta Bredefeldt. År 2010 sattes pjäsen upp på Fria teatern i Högdalen, Stockholm i regi av Ulla Gottlieb.
För TV gjordes 1974 en inspelning av pjäsen i regi av Stig Ossian Ericson med bland andra Gunn Wållgren, Lena Granhagen och Torsten Lilliecrona i rollerna, se Sanna kvinnor (1974). Ytterligare en filmatisering gjordes 1991 i regi av Gunnel Lindblom, se Sanna kvinnor (1991).

## Intertextuella referenser
- Fadern misslyckas med att recitera en dikt av Esaias Tegnér.[12]